# Irina Kalinina
Irina Vladimirovna Kalinina (-Bazhina), née le 8 février 1959 à Penza, est une plongeuse soviétique.
Elle remporte la médaille d'or du plongeon à 3 mètres aux Jeux olympiques d'été de 1980 à Moscou. 
Elle est championne du monde de plongeon à 3 mètres en 1975 et 1978 et championne du monde de plongeon à 10 mètres en 1978.